# Айнарс Лінардс
Айнарс Лінардс (латис. Ainārs Linards, нар. 12 травня 1964, Лієпая) — радянський та латвійський футболіст, що грав на позиції півзахисника. Відомий за виступами в латвійських клубах «Звейнієкс» (пізніше «Олімпія» і «Металургс») і «Даугава», та шведський клуб «Еребру», а також у складі національної збірної Латвії. Футболіст року в Латвії 1992 року.

## Клубна кар'єра
Айнарс Лінардс народився в Лієпаї. У дорослому футболі дебютував у 1982 році в місцевій команді другої ліги СРСР «Звейнієкс», в якій грав до кінця 1986 року. У 1987 року частину сезону провів у команді першої ліги СРСР «Даугава» з Риги, утім протягом сезону повернувся до «Звейнієкса», в якому грав до кінця 1988 року. На початку 1989 року знову грав у складі «Даугави», і пізніше протягом року знову повернувся до лієпайського клубу. У 1990 році команда з Лієпаї перейменована на «Олімпію», й під цією назвою грала в останніх чемпіонатах СРСР та перших чемпіонатах Латвії. У 1992 році Лінардс став футболістом року в Латвії.
У 1992 році Айнарс Лінардс став гравцем шведського клубу «Еребру», а в 1993—1994 роках грав у складі іншого шведського клубу «Спорвегенс».
У 1995 році Лінардс повернувся на батьківщину до свого рідного клубу, який на той час отримав нову назву «Металургс». У складі лієпайської команди цього разу футболіст грав до 1997 року, після чого завершив виступи на футбольних полях.

## Виступи за збірну
У 1992 році Айнарс Лінардс дебютував у складі національної збірної Латвії. У складі збірної грав до 1997 року, м протягом кар'єри в національній команді провів у її формі 21 матч, забивши 5 голів.
| Дата       | Місто      | Господарі         | Результат | Гості             | Турнір                      | Голи | Примітки |
| ---------- | ---------- | ----------------- | --------- | ----------------- | --------------------------- | ---- | -------- |
| 6-2-1992   | Бухарест   | Румунія           | 2 – 0     | Латвія            | товариський матч            | -    | 46'      |
| 26-5-1992  | Аттард     | Мальта            | 1 – 0     | Латвія            | товариський матч            | -    | 46'      |
| 10-7-1992  | Лієпая     | Латвія            | 2 – 1     | Естонія           | Балтійський кубок           | 2    |          |
| 12-7-1992  | Лієпая     | Латвія            | 2 – 3     | Литва             | Балтійський кубок           | -    |          |
| 12-8-1992  | Рига       | Латвія            | 1 – 2     | Естонія           | Відбір до ЧС 1994           | 1    |          |
| 26-8-1992  | Рига       | Латвія            | 0 – 0     | Данія             | Відбір до ЧС 1994           | -    |          |
| 9-9-1992   | Дублін     | Ірландія          | 4 – 0     | Латвія            | Відбір до ЧС 1994           | -    |          |
| 23-9-1992  | Рига       | Латвія            | 0 – 0     | Іспанія           | Відбір до ЧС 1994           | -    |          |
| 28-10-1992 | Вільнюс    | Литва             | 1 – 1     | Латвія            | Відбір до ЧС 1994           | 1    |          |
| 28-10-1992 | Тирана     | Албанія           | 1 – 1     | Латвія            | Відбір до ЧС 1994           | -    |          |
| 18-11-1992 | Ілава      | Польща            | 1 – 0     | Латвія            | товариський матч            | -    |          |
| 16-12-1992 | Севілья    | Іспанія           | 5 – 0     | Латвія            | Відбір до ЧС 1994           | -    | 57' 78'  |
| 14-4-1993  | Копенгаген | Данія             | 2 – 0     | Латвія            | Відбір до ЧС 1994           | -    |          |
| 15-5-1993  | Рига       | Латвія            | 0 – 0     | Албанія           | Відбір до ЧС 1994           | -    |          |
| 2-6-1993   | Рига       | Латвія            | 1 – 2     | Північна Ірландія | Відбір до ЧС 1994           | 1    |          |
| 9-6-1993   | Рига       | Латвія            | 0 – 2     | Ірландія          | Відбір до ЧС 1994           | -    |          |
| 8-9-1993   | Белфаст    | Північна Ірландія | 2 – 0     | Латвія            | Відбір до ЧС 1994           | -    |          |
| 14-2-1997  | Паралімні  | Кіпр              | 2 – 0     | Латвія            | Міжнародний турнір на Кіпрі | -    | 46'      |
| 15-2-1997  | Дерінея    | Латвія            | 1 – 0     | Литва             | Міжнародний турнір на Кіпрі | -    | 74'      |
| 17-2-1997  | Дерінея    | Польща            | 3 – 2     | Латвія            | Міжнародний турнір на Кіпрі | -    | 46'      |
| 2-4-1997   | Люцерн     | Швейцарія         | 1 – 0     | Латвія            | товариський матч            | -    | 89'      |
| Усього     |            | Матчів            | 21        |                   | Голів                       | 5    |          |

## Титули і досягнення
- Футболіст року в Латвії: 1992